# Gitta Gsell
Gitta Gsell (* 1953 in Zürich) ist eine Schweizer Filmregisseurin.

## Leben und Wirken
Gitta Gsell besuchte von 1977 bis 1979 die F+F Schule Zürich (heute: F+F Schule für Kunst und Design). Anschliessend führte sie ihre Ausbildung in den USA weiter. Von 1980 bis 1982 studierte sie an der School of Visual Arts in New York, wo sie einen Bachelor in Fine Arts absolvierte, gefolgt vom Master of Fine Arts in Combined Media am Hunter College, ebenfalls in New York, den sie 1984 erwarb.
Gitta Gsells Filmografie umfasst Spiel- und Dokumentarfilme. Mit Bödälä – Dance the Rhythm, einem Dokumentarfilm, der die Magie des perkussiven Tanzes thematisiert, gewann die Regisseurin den Prix du Public, den Publikumspreis der Solothurner Filmtage. Mit dem Spielfilm Propellerblume 1999 war die Regisseurin für den Schweizer Filmpreis nominiert. 2005 kam ihr Film über die Schweizer Jazzikone Irène Schweizer in die Kinos.
Gitta Gsell lebte von 1979 bis 1989 in New York und war Gründungsmitglied der Theatergruppe DIG. Die Stücke Clichés, ein 40-Minuten-Multimedia-Spektakel und Desert Island Games, ein 70-Minuten-Multimedia-Theater wurden in diversen New Yorker Clubs und Theaterhäusern wie Danceteria, Pyramid, NoSeNo, New York Theater Ensemble, BACA, Re-Cher-Chez aufgeführt.
Gitta Gsell kommt ursprünglich von der Fotografie und Kunst. Neben diversen Gruppenausstellungen in New York zeigte sie 1992 im Kunsthaus Pasquart eine Einzelausstellung mit grossformatigen Fotografien.
Sowohl Bödälä – Dance The Rhythm (2010) als auch Beyto (2021) wurden an den Solothurner Filmtagen mit dem Publikumspreis Prix du Public ausgezeichnet.
Gitta Gsell ist Mitglied der Schweizer Filmakademie und des Schweizer Drehbuch- und Regieverbandes, zudem engagiert sie sich im Vorstand von art-tv.ch, dem Schweizer Kulturfernsehen im Netz.

## Filmografie (Auswahl)
- 1981: Goodbye
- 1984: A.R.T.
- 1985: Immer diese Ewigkeit
- 1987: Don’t Stand On The Ocean
- 1990: Cornelia Forster – Künstlerin
- 1990: Perception/Tension
- 1994: Uma passagem/Umgezogen
- 1995: Lilu in der Tanzbar (Kurzfilm)
- 1997: Propellerblume
- 1999: Virus-L (Kurzfilm)
- 2004: Lilo & Fredi
- 2005: augen blicke N
- 2005: Irène Schweizer
- 2010: Bödälä – Dance The Rhythm
- 2013: Karambolage – Arnold Odermatt und seine Welt
- 2016: Melody of Noise – wie Geräusch zu Musik wird
- 2020: Beyto
- 2021: Camera Obscura